# Bhujangasana

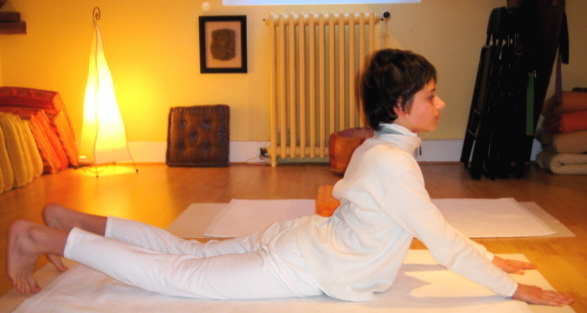
De Cobra
Bhujangasana

Bhujangasana (Sanskriet voor slanghouding) is een veelvoorkomende houding of asana. De houding wordt ook wel Sarpasana genoemd, wat eveneens slanghouding betekent. De Cobra maakt deel uit van de Zonnegroet.
| Sanskriet        | vertaling                   |
| bhuganga (sarpa) | slang (cobra)               |
| asana            | houding (letterlijk: 'zit') |

## Beschrijving
De cobra is een houding waarbij de beoefenaar op de buik ligt. De voeten kunnen tegen elkaar aanliggen, maar mogen ook los van elkaar. Zet de kin op de vloer en de handen naast de borstkas op de grond. Trek de schouders en het hoofd naar achteren, de buik blijft op de grond.
De Cobra heeft veel gelijkenis met de Urdhva Mukha Svanasana (Omhoogkijkende Hond).